# Maen Roch
Maen Roch is een gemeente in het Franse departement Ille-et-Vilaine (regio Bretagne). De plaats maakt deel uit van het arrondissement Fougères-Vitré. Maen Roch is op 1 januari 2017 ontstaan door de fusie van de gemeenten Saint-Brice-en-Coglès en Saint-Étienne-en-Coglès. De gemeente telde 5.093 inwoners op 1 januari 2022.

## Geografie
De oppervlakte van Maen Roch bedroeg op 1 januari 2022 39,11 vierkante kilometer; de bevolkingsdichtheid was toen 130,2 inwoners per km².

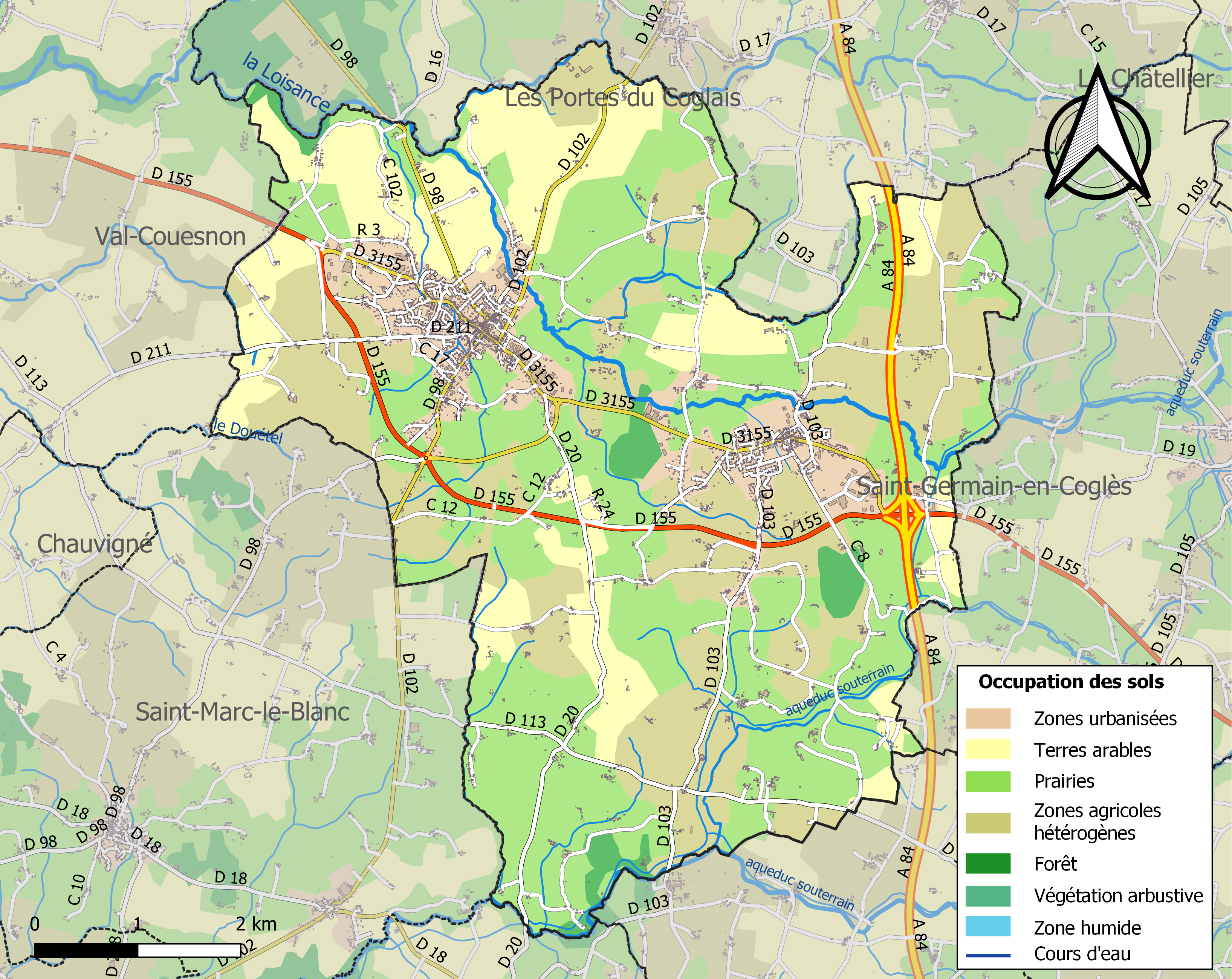
Kaart van de gemeente met belangrijkste infrastructuur, bodemgebruik en omliggende gemeenten